# Teng si-c’
Teng si-c’ (čínsky pchin-jinem Dèng Xīzǐ, znaky zjednodušené 邓析子, tradiční 鄧析子) je čínské filozofické dílo přisuzované Teng Simu, politikovi a filozofovi období Jar a podzimů žijícímu v 6. století př. n. l.
Teng Si byl úředníkem ve státu Čeng, nakonec popraveným. Je mu připisována idea psaného práva, když jako první měl sepsat zákony na bambusové destičky, které se daly snadno kopírovat, namísto dosud používaného způsobu uchování textů panovnických rozhodnutí v nápisech na bronzových nádobách. Jako filozof je tradičně počítán mezi legisty, nicméně patřil mezi přední představitele logiků, takzvané „školy jmen“.
Teng si-c’ se člení do dvou částí, Wu-chou (無厚) a Čuan-cch’ (轉辭). Zabývá se teorií vládnutí, vztahy mezi panovníkem a lidem, a panovníkem a úředníky, vyzdvihuje význam zákonů pro funkční správu státu, ale obsahuje i taoistické myšlenky.